# 田波扬
田波扬（1904年—1927年6月6日），字佐储、佐渠，曾用名易水、斯人。湖南浏阳人，中国共产党早期领导人、中国共产党第五次全国代表大会代表。

## 生平
1910年，田波扬入私塾，1913年，转入琼瑞初级小学。1916年，转入北乡卓然高级小学。1921年，考入长沙楚怡工业学校。1922年，加入中国社会主义青年团。同年秋转到兑泽中学，参与创建浏北新民社，出版不定期刊物《浏北新民》，任主编之一。1923年初，始负责兑泽中学学生自治会工作，并被选进湖南省学联执委会，曾协助夏曦、夏明翰等领导长沙学生，向长沙泥木工人和京汉铁路工人大罢工助援。1923年3月，参加长沙各界抗议日本拒不归还旅顺和大连运动。5月，加入中国共产党。六一惨案发生后，组织同学上街演说。1924年冬，到浏阳北区开展农民运动，从事农村基层党组织的筹建工作。同年底，参与湖南反对帝国主义利用宗教进行文化侵略的运动。1925年2月，任湘南共青团委学生运动委员会总务委员。5月在全省第一次学生代表会上，被选为总务委员。五卅惨案发生后，参与组建青沪惨案湖南雪耻会、组织6月5日的社会各界游行示威。6月，赴上海出席全国学联第七次代表大会，被选为常务委员。7月，考入北平私立中国大学文科。后因经济紧张退学。
1926年3月，回到兑泽中学当教员，参与驱逐赵恒惕运动。1926年3月至1927年5月，任中国共产主义青年团湖南区执行委员会执行委员。1926年夏北伐军占领长沙后，担任共青团湖南省委宣传部部长，兼任国民党湖南省党部青年部秘书。11月下旬，奉命赴浏阳检查指导工农和青年工作。同月至1927年5月任中国共产主义青年团湖南区执行委员会书记。1927年4月，作为正式代表到武汉出席中国共产党第五次全国代表大会。接着参加共青团第四次全国代表大会，被选为大会主席团成员，并被选为团中央委员。1927年5月至6月任中国共产主义青年团湖南省委员会书记。1927年5月21日马日事变后，秘密回到湖南繼續搞抗爭，当月底，因為被人告發，设在长沙学宫街的中共湖南省委秘密机关被国民党唐生智部包围，田波扬被逮捕。6月6日与妻子陈昌甫在长沙被處決。后被中共政權追认为革命烈士。